# McLaren MCL35
Chronologie des modèles (2020)
McLaren MCL34 McLaren MCL35M
La McLaren MCL35 est la monoplace de Formule 1 engagée par l'écurie McLaren Racing dans le cadre du championnat du monde de Formule 1 2020 et pilotée par l'Espagnol Carlos Sainz Jr. et le Britannique Lando Norris.

## Présentation
La MCL35, conçue par James Key, est présentée le 13 février 2020 au McLaren Technology Centre de Woking en Angleterre.
Au cours du Grand-Prix de Grande-Bretagne, McLaren annonce l'arrivée de Gulf Oil comme sponsor, en vue d'un partenariat technique à partir de 2021. Le logo de l'entreprise britannique est alors ajouté sur la MCL35.

## Résultats en championnat du monde de Formule 1

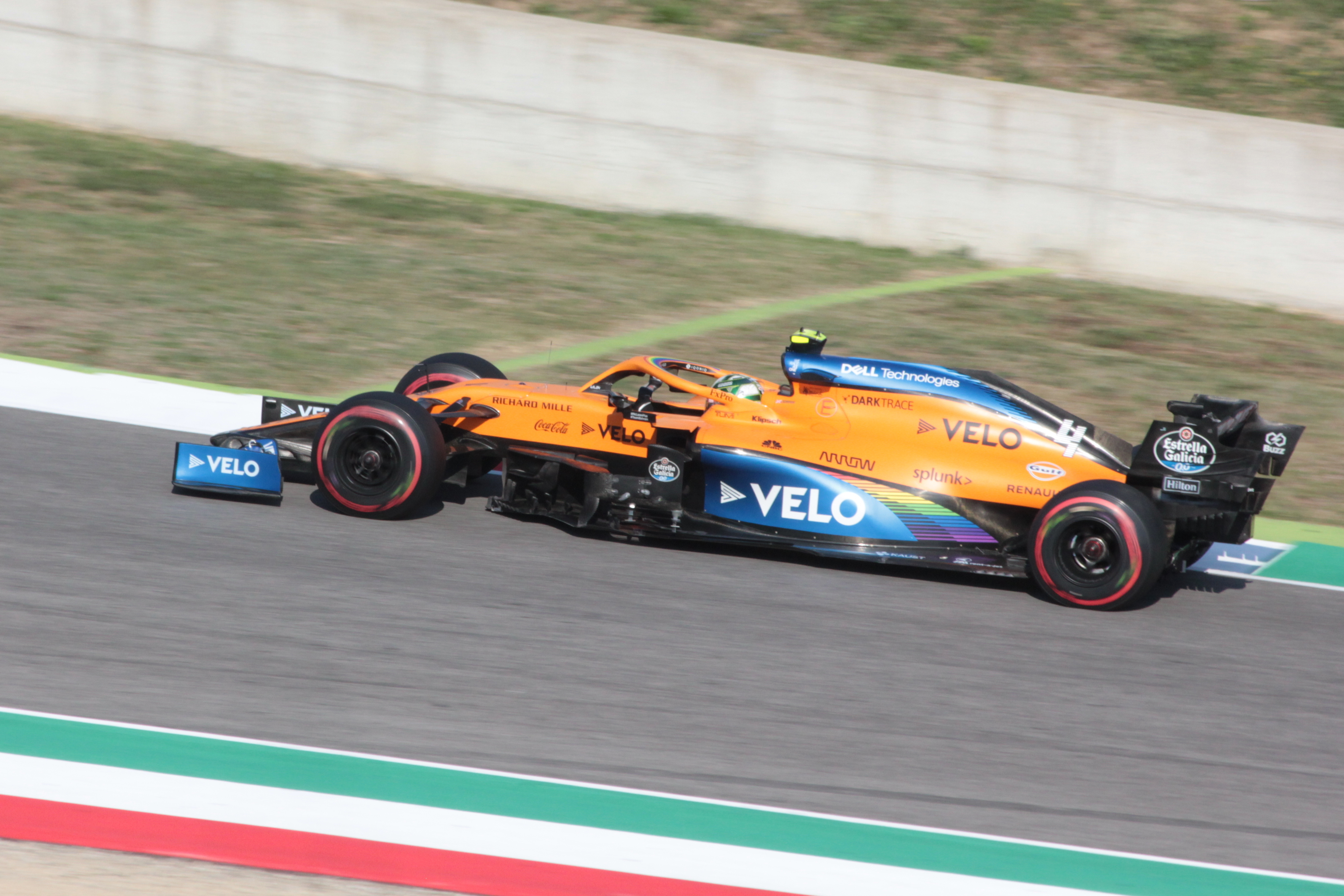
Lando Norris au Grand Prix de Toscane 2020.

| Saison | Écurie          | Moteur                     | Pneus   | Pilotes          | Courses | Courses | Courses | Courses | Courses | Courses | Courses | Courses | Courses | Courses | Courses | Courses | Courses | Courses | Courses | Courses | Courses | Points inscrits | Classement |
| Saison | Écurie          | Moteur                     | Pneus   | Pilotes          | 1       | 2       | 3       | 4       | 5       | 6       | 7       | 8       | 9       | 10      | 11      | 12      | 13      | 14      | 15      | 16      | 17      | Points inscrits | Classement |
| ------ | --------------- | -------------------------- | ------- | ---------------- | ------- | ------- | ------- | ------- | ------- | ------- | ------- | ------- | ------- | ------- | ------- | ------- | ------- | ------- | ------- | ------- | ------- | --------------- | ---------- |
| 2020   | McLaren F1 Team | Renault V6 turbo E-Tech 20 | Pirelli |                  | AUT     | STY     | HON     | GBR     | 70e     | ESP     | BEL     | ITA     | TOS     | RUS     | EIF     | POR     | E-R     | TUR     | BAH     | SAK     | ABU     | 202             | 3e         |
| 2020   | McLaren F1 Team | Renault V6 turbo E-Tech 20 | Pirelli | Carlos Sainz Jr. | 5e      | 9e      | 9e      | 13e     | 13e     | 6e      | Np.     | 2e      | Abd.    | Abd.    | 5e      | 6e      | 7e      | 5e      | 5e      | 4e      | 6e      | 202             | 3e         |
| 2020   | McLaren F1 Team | Renault V6 turbo E-Tech 20 | Pirelli | Lando Norris     | 3e      | 5e      | 13e     | 5e      | 9e      | 10e     | 7e      | 4e      | 6e      | 15e     | Abd.    | 13e     | 8e      | 8e      | 4e      | 10e     | 5e      | 202             | 3e         |

Légende : ici
- Le pilote n'a pas terminé la course mais est classé pour avoir parcouru 90% de la distance prévue